# 2001年バレーボール男子アジア選手権
2001年バレーボール男子アジア選手権（The 11th Asian Men's Volleyball Championship）は、韓国・昌原で開催された第11回バレーボールアジア選手権男子大会。
12か国が参加。韓国が4大会ぶり3回目の優勝を飾り、2001年ワールドグランドチャンピオンズカップの出場権を獲得した。

## 最終結果
| 順位 | 国                   |
| ---- | -------------------- |
| 1    | 韓国                 |
| 2    | オーストラリア       |
| 3    | 日本                 |
| 4    | 中国                 |
| 5    | イラン               |
| 6    | チャイニーズタイペイ |
| 7    | インド               |
| 8    | サウジアラビア       |
| 9    | カザフスタン         |
| 10   | アラブ首長国連邦     |
| 11   | カタール             |
| 12   | 香港                 |